# David Moura

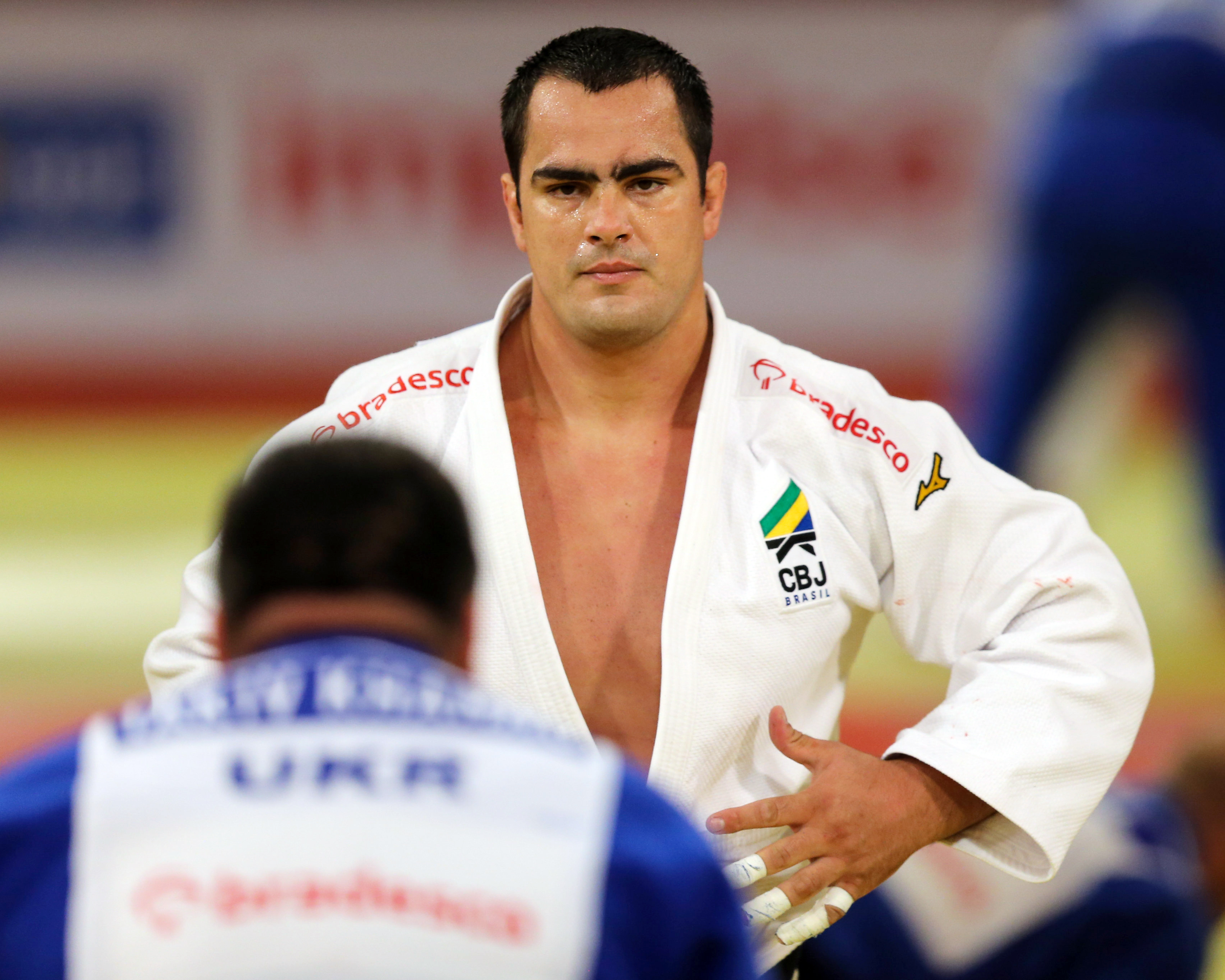
David Moura beim Grand Slam in Brasília 2019.

David Moura Pereira da Silva (* 24. August 1987 in Cuiabá) ist ein brasilianischer Judoka. Er war Weltmeisterschaftszweiter im Schwergewicht 2017 und Sieger der Panamerikanischen Spiele 2015.

## Sportliche Karriere
Moura nahm 2011 an der Universiade in Shenzhen teil. Dort belegte er den fünften Platz im Schwergewicht und den dritten Platz in der offenen Klasse. 2012 gewann er beim Grand Slam in Rio de Janeiro eine Bronzemedaille. 2013 erreichte er das Finale beim Grand Slam in Baku und verlor gegen seinen Landsmann Walter Santos. Bei der Universiade in Kasan belegte er den siebten Platz im Schwergewicht und gewann wie zwei Jahre zuvor Bronze in der offenen Klasse. Anfang 2014 erreichte Moura das Finale beim Grand Slam in Paris und verlor gegen den Japaner Ryu Shichinohe. Im März 2014 siegte Moura bei den Südamerikameisterschaften, im Monat darauf gewann er Bronze bei den Panamerikameisterschaften. Bei den Weltmeisterschaften 2014 in Tscheljabinsk verlor er im Halbfinale gegen Ryu Shichinohe. Den Kampf um eine Bronzemedaille verlor Moura gegen den Russen Renat Saidow.
Im April 2015 bezwang Moura im Finale der Panamerikanischen Meisterschaften in Edmonton seinen Landsmann Rafael Silva. Drei Monate später besiegte er im Finale der Panamerikanischen Spiele in Toronto den Ecuadorianer Freddy Figueroa. Bei den Weltmeisterschaften 2015 schied er in der zweiten Runde gegen Ryu Shichinohe aus. Im Oktober 2015 erreichte Moura das Finale beim Grand Slam in Paris und unterlag dem Japaner Hisayoshi Harasawa. 2016 erkämpfte Moura die Silbermedaille bei den Panamerikanischen Meisterschaften hinter Rafael Silva, der Brasilien auch bei den Olympischen Spielen in Rio de Janeiro vertrat. Moura belegte 2016 dreimal den dritten Platz bei Grand-Slam-Turnieren: Im Februar in Paris, im Mai in Baku und im Oktober beim Turnier in Abu Dhabi.
Im Mai 2017 gewann Moura das Grand-Slam-Turnier in Jekaterinburg. Bei den Weltmeisterschaften in Budapest bezwang Moura im Viertelfinale den Mongolen Naidangiin Tüwschinbajar und im Halbfinale den Ungarn Barna Bor. Im Finale unterlag Moura dem Franzosen Teddy Riner, der seinen achten Schwergewichts-Titel in Folge gewann. Ende 2017 belegte Moura den dritten Platz beim Grand Slam in Tokio und den zweiten Platz beim World-Masters-Turnier. 2018 war ein schwächeres Jahr für David Moura, der bei den Weltmeisterschaften in Baku in seinem Auftaktkampf gegen den Usbeken Bekmurod Oltiboyev unterlag. Mouras bestes Ergebnis 2018 war der dritte Platz beim World Masters, dort bezwang er den Mongolen im Kampf um Bronze. 2019 begann für Moura mit einem dritten Platz beim Grand Slam in Jekaterinburg. Bei den Panamerikanischen Meisterschaften belegte Moura den zweiten Platz hinter Rafael Silva. Bei den Panamerikanischen Spielen 2019 verlor Moura im Halbfinale gegen den Kubaner Andy Granda und gewann mit einem Sieg über Ajax Tadehara aus den Vereinigten Staaten eine Bronzemedaille. Bei den Weltmeisterschaften 2019 belegte Moura den siebten Platz. Anfang Oktober beim Grand Slam in Brasília bezwang er im Halbfinale Rafael Silva und unterlag im Finale Teddy Riner. Zwei Wochen danach gewann Moura eine Bronzemedaille bei den Militärweltspielen. 2020 nahm Moura an drei Grand-Slam-Turnieren teil, scheiterte aber jeweils in seinem Auftaktkampf.